# Вестфалия (провинция)
Вестфа́лия (нем. Westfalen) — провинция Пруссии (с 1871 года — часть единой Германии). До этого, исторически, эта территория именовалась как герцогство Вестфалия. Была создана в 1815 году, в основном, на территориях, полученных королевством Пруссия по итогам Венского конгресса, хотя некоторые включённые в провинцию владения, например, графства Марк и Равенсберг, принадлежали Гогенцоллернам уже ранее. Столица — город Мюнстер. Упразднена в 1946 году. Сегодня эта территория является частью ФРГ и входит в землю Северный Рейн-Вестфалия.

## История

### Создание провинции
В 1815 году по итогам Венского конгресса по окончании освободительных войн территория королевства Пруссия (синий цвет на карте соответствует границам до 1815 года) была значительно увеличена (зелёным цветом отмечены приобретённые территории). В частности, Пруссии была передана территория созданного в 1807 году Наполеоном марионеточного Королевства Вестфалия (номер 16 на карте), в которое входили в том числе и земли, ранее принадлежавшие уже Пруссии, но утерянные ею по результатам Тильзитского мирного договора 1807 года. В частности, бранденбургским Гогенцоллернам, из которых выходили прусские короли, принадлежали княжество Минден, графство Марк, графство Равенсберг, графство Текленбург, Мюнстерское княжество-епископство, Падерборнское княжество-епископство, графство Лимбург и другие мелкие владения. Кроме них в ходе Венского конгресса к Пруссии отошли княжество Зальм и южная часть герцогства Аренберг. Таким образом, территория представляла собой совокупность исторически разрозненных земель с различными экономическими устоями и традициями.

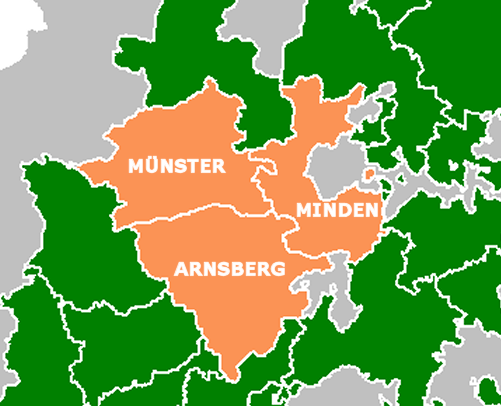
Округа Вестфалии, 1878

В 1815/1816 годах для лучшей организации многочисленных вновь приобретённых земель в Пруссии было введено провинциальное деление. Провинция Вестфалия стала одной из десяти созданных провинций. Столицей был выбран город Мюнстер. В 1816 году к территории провинции были также присоединены земли герцогства Вестфалия, в 1817 году — княжества Сайн-Витгенштейн и Нассау-Зиген. В 1816 году были созданы три административных округа: Мюнстер, Минден и Арнсберг.
В 1816 году в провинции были созданы три административных округа:
- Административный округ Мюнстер, центр — Мюнстер
- Административный округ Минден, центр — Минден
- Административный округ Арнсберг, центр — Арнсберг

### После 1945 года
После 1945 года территория провинции входила в британскую зону оккупации. В августе 1946 года по решению британской военной администрации провинция Вестфалия была ликвидирована. Одновременно на её территории вместе с частью Рейнской провинции (Северный Рейн) была создана земля Северный Рейн-Вестфалия. В 1947 году к состав Северного Рейна-Вестфалии была включена прежде самостоятельная земля Липпе, в результате чего административный округ Минден был расширен и преобразован в округ Детмольд. В таком виде земля Северный Рейн-Вестфалия в 1949 году стала частью Федеративной Республики Германия.

## География и экономика
Территория провинции была покрыта горными цепями, горами, холмами, и только округ Мюнстер лежал на равнине. Главное богатство Вестфалии — каменный уголь и железо. Самые мощные отложения каменного угля лежали по Руре в Ардейских горах, также в области Брилона, Ольпе и в графстве Марк. В Вестфалии добывались медная и железная руда, серный колчедан, цинк, олово, никель, сурьма, известняк, гипс, мрамор. Видное место занимали чугуноплавильные и машиностроительные заводы и льняная промышленность, которая с XIV века сосредоточилась между Липпе и Везером. Город Билефельд издавна славился своими тонкими полотнами. Также в Вестфалии было расположено большое число суконных, хлопчатобумажных и шерстяных фабрик. В округе Арнсберг, в графстве Марк и в Зигене было сосредоточено производство разных сортов железа. Также было развито производство чугунных, стальных и медных изделий, цинковых пластинок и полос, ртути, серной кислоты, медного и железного купороса. Кроме разных фабрикатов, из Вестфалии вывозили известную вестфальскую ветчину и колбасы. Из торговых городов первое место занимали Билефельд, Изерлон и Дортмунд. Главным рынком шерсти считался Падерборн. Судоходные реки и густая сеть железных дорог значительно содействовали развитию торговли. Население провинции по преимуществу было промышленным: в 1882 году 42,73 % занимались промышленностью, 32,77 % — земледелием и скотоводством, 6,63 % — торговлей и 9,73 % находились на личной службе у частных лиц.

## Население

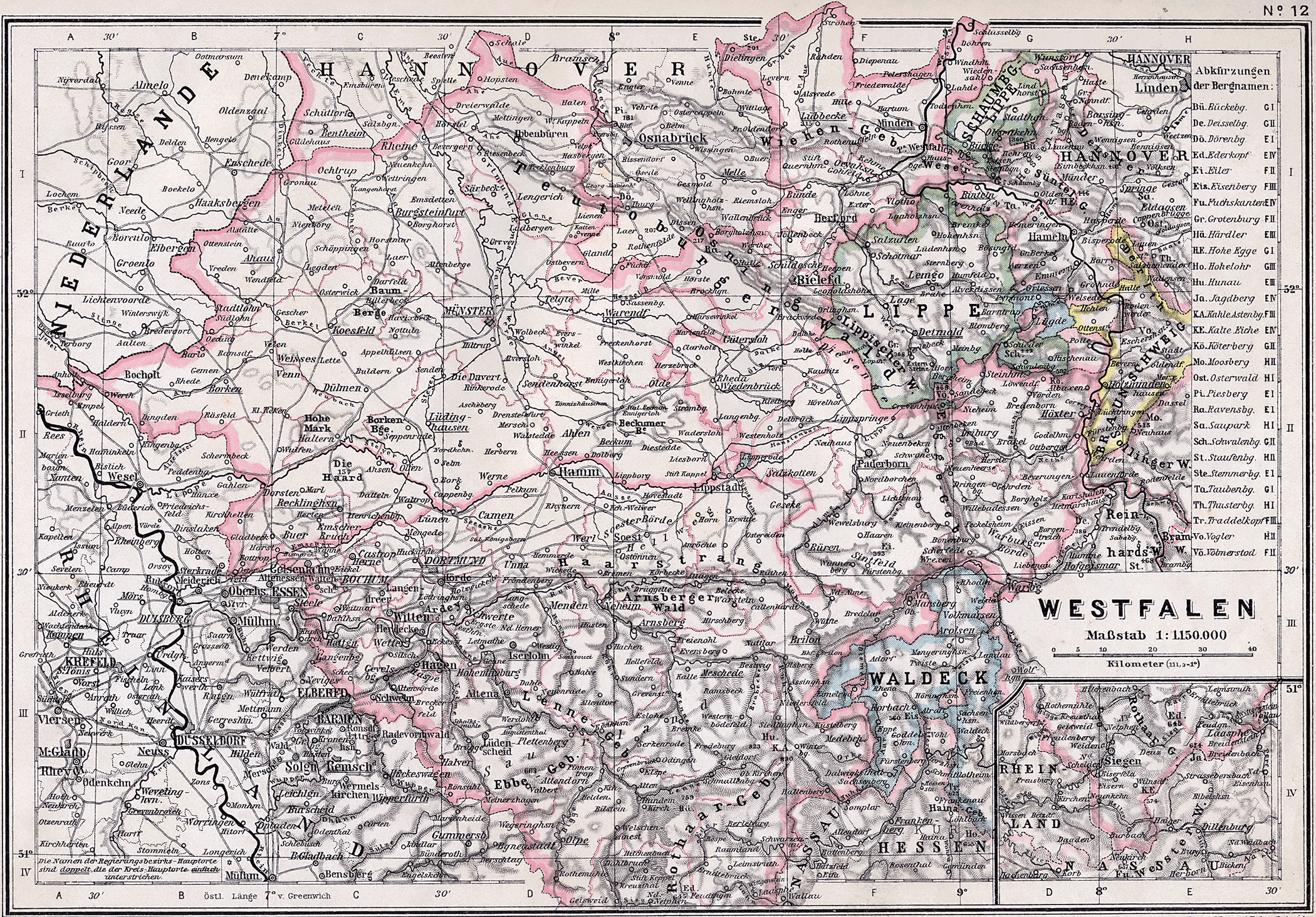
Карта провинции Вестфалия, 1905 год

### Статистические данные
Территория провинции в конце XIX века составляла 20.195,5 км². К 1 декабря 1885 года в Вестфалии проживало 2.202.796 человек, среди которых подавляющее большинство составляли немцы, использующие нижненемецкое наречие. В 1885 году в провинции насчитывалось 1.035.895 протестантов, 1.145.605 католиков, 4.049 представителей других христианских конфессий и 18.931 евреев. Католики преобладали в округе Мюнстер, а округ Минден был заселён по большей части протестантами.
Территория и население провинции Вестфалия в 1900 году:
| Административный округ | Площадь, км² | Население, чел. | Количество районов | Количество районов |
| Административный округ | Площадь, км² | Население, чел. | сельских           | городских          |
| ---------------------- | ------------ | --------------- | ------------------ | ------------------ |
| Округ Мюнстер          | 7.253,39     | 699.583         | 10                 | 1                  |
| Округ Минден           | 5.260,56     | 636.875         | 10                 | 1                  |
| Округ Арнсберг         | 7.696,66     | 1.851.319       | 18                 | 5                  |
| Всего по провинции     | 20.210,61    | 3.187.777       | 38                 | 7                  |

Территория и население провинции Вестфалия в 1925 году:
| Административный округ | Площадь, км² | Население, чел. | Количество районов | Количество районов |
| Административный округ | Площадь, км² | Население, чел. | сельских           | городских          |
| ---------------------- | ------------ | --------------- | ------------------ | ------------------ |
| Округ Мюнстер          | 7.257        | 1.283.281       | 10                 | 6                  |
| Округ Минден           | 5.266        | 806.571         | 10                 | 2                  |
| Округ Арнсберг         | 7.686        | 2.721.367       | 12                 | 13                 |
| Всего по провинции     | 20.217       | 4.811.219       | 32                 | 21                 |

Религиозный состав населения в 1925 году: 49,8 % — католики; 47,3 % — протестанты; 0,1 % — другие христианские конфессии; 0,4 % — евреи; 2,3 % — прочие конфессии.
Площадь и численность населения провинции и отдельных её административных округов по состоянию на 17 мая 1939 года в границах на 1 января 1941 года и количество районов на 1 января 1941 года:
| Административный округ | Площадь, км² | Население, чел. | Количество районов | Количество районов |
| Административный округ | Площадь, км² | Население, чел. | сельских           | городских          |
| ---------------------- | ------------ | --------------- | ------------------ | ------------------ |
| Округ Мюнстер          | 7.291,85     | 1.602.720       | 10                 | 6                  |
| Округ Минден           | 5.267,84     | 928.655         | 10                 | 2                  |
| Округ Арнсберг         | 7.655,15     | 2.678.026       | 12                 | 13                 |
| Всего по провинции     | 20.214,84    | 5.209.401       | 32                 | 21                 |

### Городское и сельское население
Распределение населения по различным типам населённых пунктов в зависимости от их величины по общему количеству жителей, согласно данным переписи населения 1925 года и по состоянию на 17 мая 1939 года:
| Год  | Доля населения по категориям населённых пунктов по числу жителей | Доля населения по категориям населённых пунктов по числу жителей | Доля населения по категориям населённых пунктов по числу жителей |
| Год  | менее 2.000 жителей                                              | 2.000 — 100.000 жителей                                          | более 100.000 жителей                                            |
| ---- | ---------------------------------------------------------------- | ---------------------------------------------------------------- | ---------------------------------------------------------------- |
| 1925 | 16,5 %                                                           | 65,9 %                                                           | 17,6 %                                                           |
| 1939 | 14,3 %                                                           | 55,2 %                                                           | 30,5 %                                                           |

Крупнейшими городами провинции Вестфалия являлись (по данным 1925 года):
- Дортмунд — 321.743 чел.
- Бохум — 211.249 чел.
- Гельзенкирхен — 208.512 чел.
- Мюнстер — 106.418 чел.
- Хаген — 99.736 чел.
- Бур[нем.] — 99.058 чел.
- Ванне-Айккель — 91.024 чел.
- Билефельд — 86.062 чел.
- Рекклингхаузен — 84.518 чел.
- Боттроп — 77.315 чел.

Город Бур в 1928 году был включён в черту города Гельзенкирхен.

## Обер-президенты

Герб провинции Вестфалия

Пост обер-президента введён в Пруссии согласно указу от 30 апреля 1815 года об улучшении организации провинциального управления (нем. Verordnung wegen verbesserter Einrichtung der Provinzial-Behörden).
| Годы      | Обер-президент                       | Партия  |
| --------- | ------------------------------------ | ------- |
| 1816—1844 | Людвиг фон Винке                     |         |
| 1845—1846 | Эдуард фон Шапер                     |         |
| 1846—1850 | Эдуард фон Флотвел                   |         |
| 1850—1871 | Франц фон Дюсберг                    |         |
| 1871—1882 | Фридрих фон Кюльветтер               |         |
| 1883—1889 | Роберт Эдуард фон Хагемайстер        |         |
| 1889—1899 | Конрад фон Штудт                     |         |
| 1899—1911 | Эберхард фон дер Рекке фон дер Хорст |         |
| 1911—1919 | Карл Принц фон Ратибор и Корвей      |         |
| 1919—1919 | Феликс фон Мервельдт                 | НННП    |
| 1919—1922 | Бернхард Вюрмелинг                   | Центрум |
| 1922—1922 | Феликс фон Мервельдт                 | НННП    |
| 1922—1933 | Йоханнес Гроновски                   | Центрум |
| 1933—1938 | Фердинанд фон Люнинк                 | НСАДП   |
| 1938—1945 | Альфред Мейер                        | НСАДП   |
| 1945—1946 | Рудольф Амелюнксен                   | Центрум |